# Främling
Främling är ett album av den svenska popsångerskan Carola Häggkvist, släppt 1983. Det var hennes debutalbum. På albumlistorna placerade sig albumet som bäst på första plats i Sverige och på andra plats i Norge. Albumet sålde över 1 000 000 exemplar och är fortfarande det bäst säljande albumet i Sverige någonsin.
År 1992 återutkom albumet på CD.
År 2008 släpptes Främling 25 år, en återutgivning på CD, med 4 extra spår och en extra CD.

## Låtlista

### Sida A
1. Främling
2. Säg mig var du står (Why Tell Me Why)
3. Benjamin
4. Gör det någonting
5. Gloria
6. You Bring out the Best in Me

### Sida B
1. Mickey
2. Se på mig
3. Liv
4. Visa lite mänsklighet (A Little Tenderness)
5. 14 maj ("4th of July")
6. Du försvinner i natten (Paris Dies in the Morning)

## Medverkande
- Carola Häggkvist - sång
- Peter Ljung - synt, klaviatur, piano, klockspel
- Håkan Mjörnheim - gitarr
- Rutger Gunnarsson - bas
- Per Lindvall - trummor
- Claes Nilsson - dirigent
- Radiosymfonikerna - stråkar

## Listplaceringar
| Lista (1983) | Topplacering |
| ------------ | ------------ |
| Norge        | 2            |
| Sverige      | 1            |